# Martin Wight
Robert James Martin Wight (26 de novembre de 1913 - 15 de juliol de 1972) va ser un dels principals estudiosos britànics de les relacions internacionals del segle xx. Va ser l'autor de Power Politics (1946; edició revisada i ampliada 1978), així com de l'assaig fonamental "Why Is There No International Theory?" (publicat per primera vegada a la revista International Relations el 1960 i republicat a la col·lecció editada Diplomatic Investigations el 1966). Va ser professor de cert renom tant a la London School of Economics com a la Universitat de Sussex, on va exercir com a degà fundador d'Estudis Europeus.
Sovint, Wight s'associa amb el comitè britànic de teoria de la política internacional, "britànic" per distingir-lo d'un organisme nord-americà que havia estat fundat sota auspicis similars, i l'anomenada escola anglesa de teoria de relacions internacionals. La seva obra, juntament amb la del filòsof australià John Anderson, va tenir una influència duradora en el pensament de Hedley Bull, autor d'un dels textos més llegits sobre la naturalesa de la política internacional, The Anarchical Society (1977).